# 兵庫区

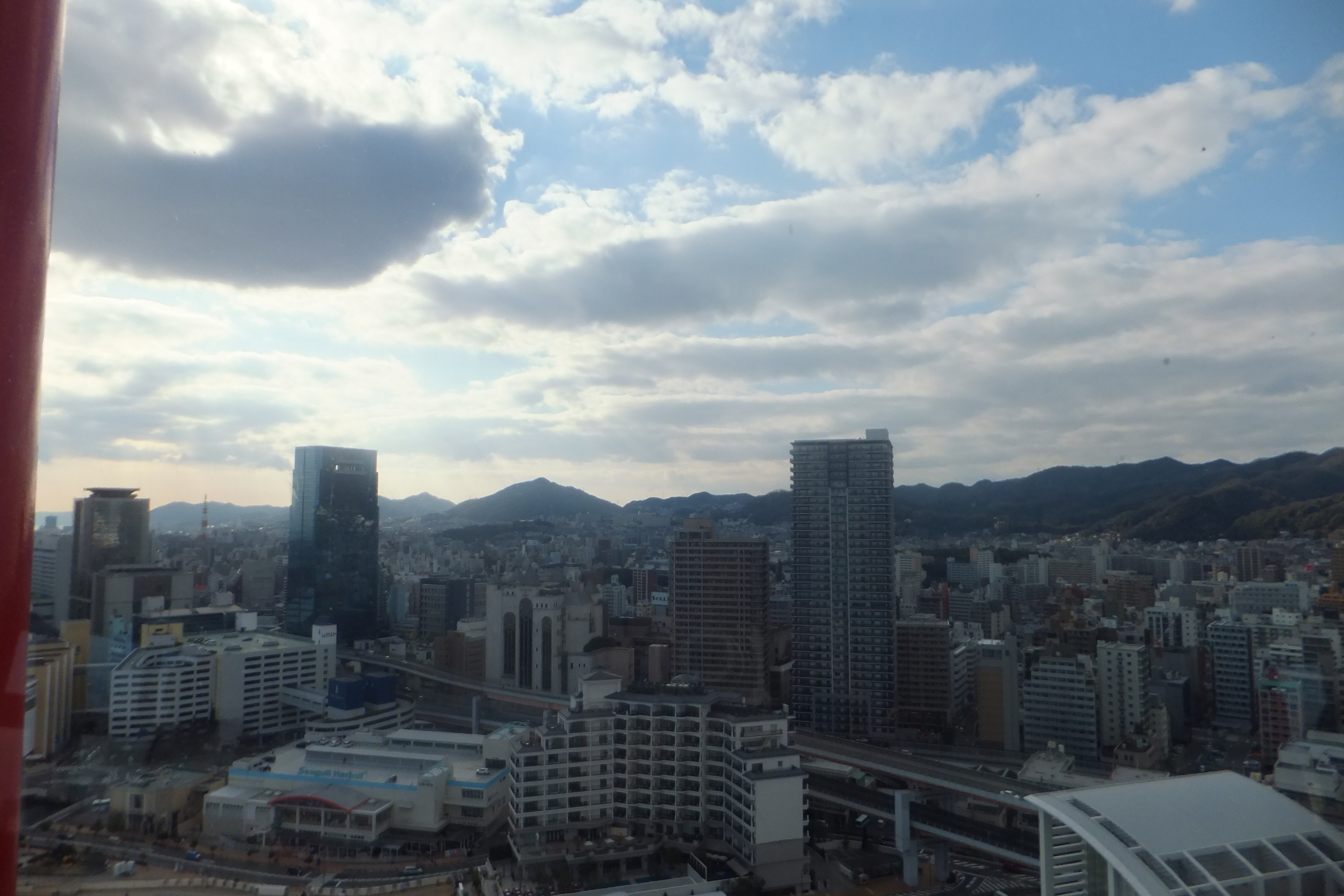
中央区・神戸ポートタワーから見た兵庫区方面

兵庫区（ひょうごく）は、神戸市を構成する9行政区の一つで、同市中部に位置する。また瀬戸内海沿岸に所在する。横浜市神奈川区と同様に県名を名乗る行政区である。

## 概要
かつて京・大坂の外港として栄えた「兵庫津（ひょうごのつ）」と呼ばれる港が位置しており、県名も兵庫津が由来である。兵庫津（兵庫港）の歴史は平清盛が整備した大輪田泊に遡る。江戸時代後期（幕末）に欧米との条約により、もともとは「兵庫港」が開港する予定であったが、実際には3km東の神戸村（後の神戸区、現在の神戸市中央区）が開港場となり、神戸外国人居留地や港湾施設が整備され、「神戸港」が設置された。「兵庫」と「神戸」は元来別々の町村であったが、神戸の市域拡大によって一つの都市として一体化した。神戸港開港によって神戸は国際港湾都市・工業都市として急速に発展していき、兵庫は神戸市の一地域に組み込まれていった。神戸駅の西側に広がる新開地は、戦前は市内最大の繁華街であったが、現在は中央区の三宮にその地位を譲っている。
臨海部や運河沿いには川崎重工業神戸工場（東出町。中央区東川崎町にまたがる）、川崎車両神戸本社（和田山通）、三菱重工業神戸造船所（和田崎町）、三菱電機神戸製作所（和田崎町）などの大規模な工場が所在し、阪神工業地帯の一角を成している。

## 地理
- 山：会下山、屯田山、菊水山、鍋蓋山[2]（六甲山地）
- 河川：石井川、天王谷川、新湊川、宇治川

## 歴史

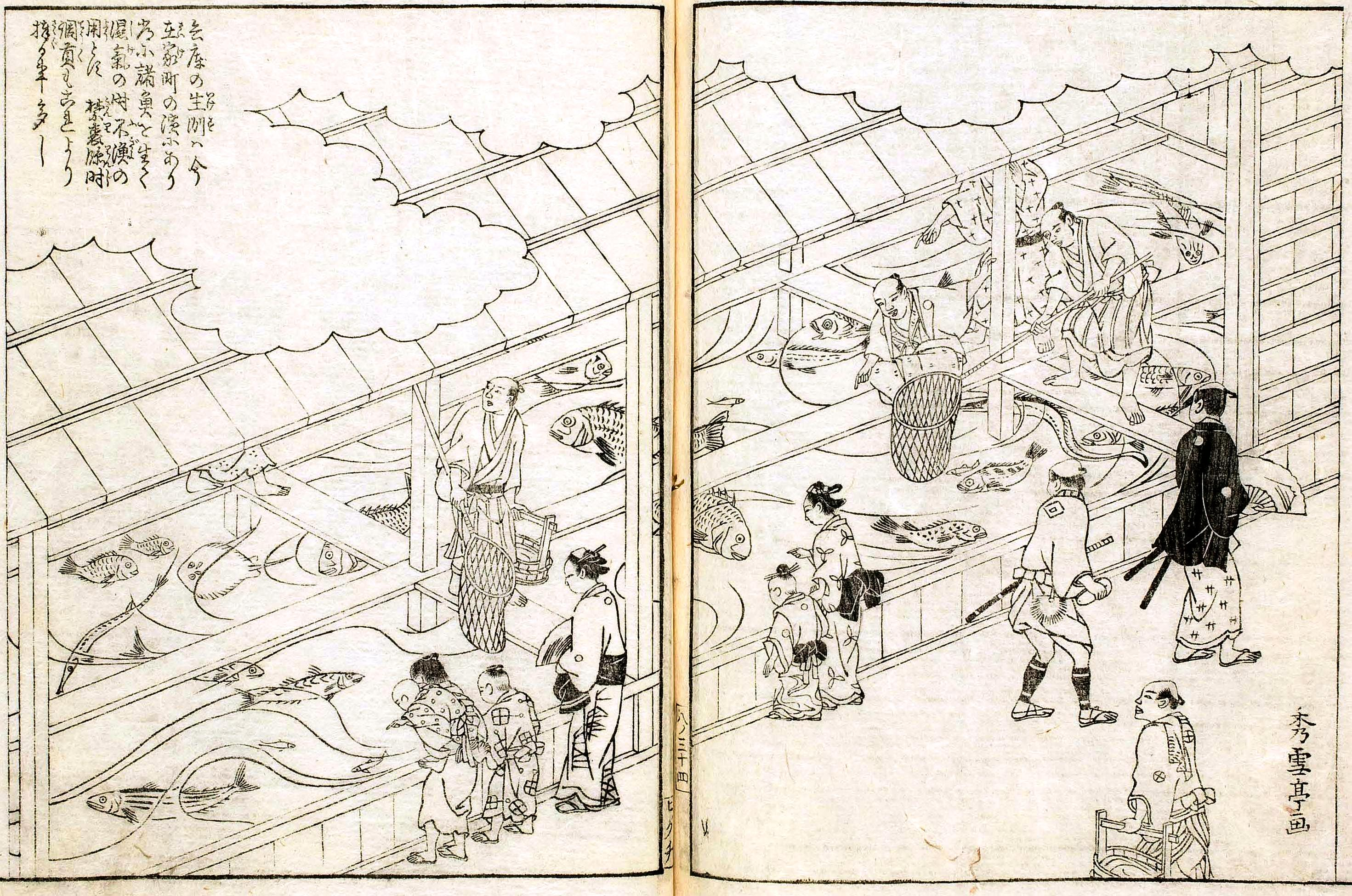
兵庫区にあった「兵庫生洲」。摂津名所図会より

旧石器時代、会下山遺跡における石器の発見から集落が存在した。縄文時代、遺跡や土器の出土からこの時代から集落が形成されたことが確認される。弥生時代には荒田、大開、松本などいくつかの集落が設けられ、多くの出土品が見つかっている。古墳時代には夢野丸山古墳、会下山二本松古墳が造られる。
奈良時代、行基によって摂播五泊の一つ大輪田泊（鎌倉時代以降の兵庫津、現在の神戸港西部）が築かれ、平安時代には平清盛が大輪田泊を利用して経が島を、また隣接する都として福原京を建造した。このため、一ノ谷の戦いでは平氏の北の陣営が築かれ、戦場となる。南北朝時代の1336年には、楠木正成と足利尊氏によって兵庫・湊川を中心に湊川の戦いが行われた。
区南東部に位置する兵庫津は、戦国時代には織田信長方の軍勢による攻撃で焼失し、その後兵庫城が築かれた。江戸時代には全国有数の規模を誇る港町として栄え、人口も2万人を超えていた。1868年の兵庫港開港の際には、開港による既存の港湾・市街の混乱を回避するため、宇治川以東に位置する神戸村の神戸港が事実上の開港場となった。当初こそ「兵神」と神戸と対等に扱われた兵庫津だったが、外国船入港と外国人居住が可能な神戸が不可能な兵庫を圧倒するようになり、兵庫津は1879年には自治体として神戸区に、1892年には港湾として神戸港に併呑されるに至り、兵庫は神戸市の一地域となった。兵庫津では1874年から1899年にかけて兵庫運河が開削され、江戸時代の面影が随分と失われた。神戸市街の拡張のため宇治川は早くから暗渠化され、神戸港への土砂の流入を防ぐため湊川が1901年に現河道に付け替えられたことで、神戸から兵庫津までが地続きとなり、より神戸と一体的な市街が形成されていった。
先述の川崎重工業・川崎車両・三菱重工業・三菱電機の各事業所につながる川崎造船所や神戸造船所が明治以降に沿岸部に置かれ、工業港の様相を呈するようになった。
長田区との区境近くにある地名の「夢野」は、現存する「風土記」の「摂津国風土記」逸文にみられ、この地の鹿であった「夢野の鹿」の伝承にある。「夢野の鹿」は和歌の季語にもなっており、山家集にも詠まれている。またかつての夢野地区は地図混乱地域であり、阪神・淡路大震災を機に解消された。

### 沿革
- 1868年1月1日（慶応3年12月7日） - 「兵庫」の名のもとに神戸開港（現・中央区域）[30]。
- 1868年7月12日（慶応4年5月23日） - 切戸町に兵庫県庁が設置される[31][32]。
- 1875年（明治8年）5月1日 - 新川運河が完成する[30]。
- 1888年（明治21年）11月1日 - 山陽鉄道の開通と同時に兵庫駅が開業[31]。
- 1892年（明治25年）10月1日 - 神戸港が和田岬まで港域拡張[30]。これにより兵庫港にも外国航行船が入港できるようになる[30]。
- 1899年（明治32年）12月 - 兵庫運河が完成する[22]。
- 1901年（明治34年）8月 - 湊川付替工事が完了する[33]。
- 1905年（明治38年）11月 - 旧湊川の埋立工事が完了する[30]。
- 1928年（昭和3年）11月28日 - 神戸電鉄有馬線開通により、湊川駅が開業[34]。
- 1935年（昭和10年）8月10日 - 集中豪雨により兵庫区南部一帯から新開地にかけて浸水[35]。
- 1938年（昭和13年）7月3-5日 - 阪神大水害
- 1945年（昭和20年）9月9日 - 市庁舎が中央区橘通から松本通に移転する[36][37]。
- 1946年（昭和21年）10月21日 - 神戸刑務所が明石市へ移転。跡地には神戸拘置所が移転[38]
- 1947年（昭和22年）6月11日 - 昭和天皇が兵庫区に行幸（昭和天皇の戦後巡幸）。川崎車両を視察した[39]。
- 1952年（昭和27年）6月21日 - 山陽電鉄兵庫駅移転[31][40]
- 1957年（昭和32年）4月26日 - 市庁舎が中央区加納町へ移転する[41][42]。
- 1966年（昭和41年）10月17日 - 阪神高速道路神戸1号線の京橋～柳原間が開通する[31][43]。
- 1967年（昭和43年）4月7日 - 神戸高速鉄道が開通する[31]。新開地駅、大開駅開業。
- 1969年（昭和44年） - 初代御崎公園球技場が完成する[31]。
- 1983年（昭和58年）6月17日 - 神戸市営地下鉄山手線の大倉山駅 - 新長田駅間が開通。上沢駅、湊川公園駅が開業する。
- 1986年（昭和61年） - 区の花がパンジーに決定される[31]。
- 1995年（平成7年）1月17日 - 阪神・淡路大震災
- 2000年（平成12年）12月 - 新湊川改修事業が完成する[31]。
- 2001年（平成13年）7月7日 - 神戸市営地下鉄海岸線が営業開始。中央市場前駅、和田岬駅、御崎公園駅が開業する[44]。
- 2001年（平成13年）10月2日 - 御崎公園球技場が完成する[31][45]。
- 2018年（平成30年） - 福原町、西上橘通1丁目及び2丁目、西橘通1丁目及び2丁目、西多聞通1丁目及び2丁目が暴力団排除条例の改正に伴い暴力団排除特別強化地域に指定[46]。
- 2019年（令和元年）8月13日 - 兵庫区役所新庁舎が完成する[47]。

### 行政区域の変遷
- 1931年（昭和6年）9月1日 - 神戸市での区制の施行により、旧兵庫町のうち湊川以西の区域に湊西区（そうさいく）が発足[48]。
- 1933年（昭和8年）1月1日 - 湊西区が改称して兵庫区となる[49]。
- 1945年（昭和20年）5月1日 - 行政区の再編により、湊区および湊東区の一部（福原町・西古湊通・中町西通・西多聞通・西橘通・西上橘通・荒田町）・林田区の兵庫運河以東を編入[50]。
- 1947年（昭和22年）3月1日 - 神戸市が武庫郡山田村・有馬郡有馬町・有野村を編入。本区の一部となる[51]。
- 1951年（昭和26年）7月1日 - 神戸市が有馬郡道場村・八多村・大沢村を編入。本区の一部となる[51]。
- 1955年（昭和30年）10月15日 - 神戸市が有馬郡長尾村を編入。本区の一部となる[51]。
- 1958年（昭和33年）2月1日 - 神戸市が美嚢郡淡河村を編入。本区の一部となる[51]。
- 1972年（昭和47年）6月1日 - 山田町下谷上・山田町上谷上・有野町唐櫃の各一部を灘区に編入（現・六甲山町）[52]。
- 1973年（昭和48年）8月1日 - 1947年以降に編入した区域を北区に分区[51]。

## 隣接している区
- 中央区、長田区、北区

## 人口
2015年における兵庫区の人口は、他地域からの流出と死亡者数が流入や出生者数を上回っため、人口減少が生じている。
兵庫区および旧兵庫津における人口推移は次のとおりである。
| 年        | 人口    | 出典   |
| --------- | ------- | ------ |
| 1669年    | 13,517  | [ 54 ] |
| 1681-88年 | 15,661  | [ 54 ] |
| 1716年    | 19,766  | [ 54 ] |
| 1739年    | 20,546  | [ 54 ] |
| 1769年    | 21,912  | [ 54 ] |
| 1787年    | 19,588  | [ 54 ] |
| 1810年    | 20,431  | [ 55 ] |
| 1830年    | 20,920  | [ 55 ] |
| 1850年    | 21,861  | [ 55 ] |
| 1861年    | 20,061  | [ 54 ] |
| 1869年    | 19,556  | [ 54 ] |
| 1873年    | 27,476  | [ 56 ] |
| 1878年    | 32,149  | [ 57 ] |
| 1881年    | 34,971  | [ 58 ] |
| 1884年    | 38,348  | [ 59 ] |
| 1897年    | 58,545  | [ 60 ] |
| 1900年    | 74,882  | [ 60 ] |
| 1905年    | 102,550 | [ 60 ] |
| 1910年    | 128,765 | [ 60 ] |
| 1915年    | 154,998 | [ 60 ] |
| 1920年    | 144,330 | [ 61 ] |
| 1925年    | 132,470 | [ 61 ] |
| 1930年    | 135,696 | [ 61 ] |

| 年     | 人口    | 出典   |
| ------ | ------- | ------ |
| 1935年 | 145,064 | [ 61 ] |
| 1940年 | 149,363 | [ 62 ] |
| 1945年 | 70,644  | [ 63 ] |
| 1947年 | 130,633 | [ 64 ] |
| 1950年 | 160,127 | [ 65 ] |
| 1955年 | 211,414 | [ 66 ] |
| 1960年 | 238,592 | [ 67 ] |
| 1965年 | 254,076 | [ 68 ] |
| 1970年 | 269,639 | [ 69 ] |
| 1975年 | 165,868 | [ 70 ] |
| 1980年 | 142,418 | [ 70 ] |
| 1985年 | 130,429 | [ 70 ] |
| 1990年 | 123,919 | [ 70 ] |
| 1995年 | 98,856  | [ 70 ] |
| 2000年 | 106,897 | [ 70 ] |
| 2005年 | 106,985 | [ 70 ] |
| 2010年 | 108,304 | [ 70 ] |
| 2015年 | 106,956 | [ 70 ] |
| 2020年 | 109,144 | [ 71 ] |

2015年には兵庫区の高齢化率は30.5%と、神戸市全体の27.1%を上回って高齢化が進んでいる。
| 兵庫区の人口構成（2020年10月、単位：人） \| 7 \| 100+ \| 71 \| \| 97 \| 95-99 \| 353 \| \| 393 \| 90-94 \| 1,087 \| \| 1,117 \| 85-89 \| 2,332 \| \| 1,831 \| 80-84 \| 2,924 \| \| 2,543 \| 75-79 \| 3,493 \| \| 3,361 \| 70-74 \| 3,756 \| \| 2,979 \| 65-69 \| 2,934 \| \| 2,691 \| 60-64 \| 2,791 \| \| 3,108 \| 55-59 \| 3,026 \| \| 3,519 \| 50-54 \| 3,342 \| \| 3,831 \| 45-49 \| 3,904 \| \| 3,165 \| 40-44 \| 3,067 \| \| 3,017 \| 35-39 \| 2,980 \| \| 3,062 \| 30-34 \| 2,966 \| \| 3,138 \| 25-29 \| 3,294 \| \| 2,587 \| 20-24 \| 2,939 \| \| 1,826 \| 15-19 \| 1,785 \| \| 1,736 \| 10-14 \| 1,625 \| \| 1,625 \| 5-9 \| 1,583 \| \| 1,637 \| 0-4 \| 1,609 \| |       |       |
| 7 | 100+  | 71    |
| 97 | 95-99 | 353   |
| 393 | 90-94 | 1,087 |
| 1,117 | 85-89 | 2,332 |
| 1,831 | 80-84 | 2,924 |
| 2,543 | 75-79 | 3,493 |
| 3,361 | 70-74 | 3,756 |
| 2,979 | 65-69 | 2,934 |
| 2,691 | 60-64 | 2,791 |
| 3,108 | 55-59 | 3,026 |
| 3,519 | 50-54 | 3,342 |
| 3,831 | 45-49 | 3,904 |
| 3,165 | 40-44 | 3,067 |
| 3,017 | 35-39 | 2,980 |
| 3,062 | 30-34 | 2,966 |
| 3,138 | 25-29 | 3,294 |
| 2,587 | 20-24 | 2,939 |
| 1,826 | 15-19 | 1,785 |
| 1,736 | 10-14 | 1,625 |
| 1,625 | 5-9   | 1,583 |
| 1,637 | 0-4   | 1,609 |

## 地域

### 町名

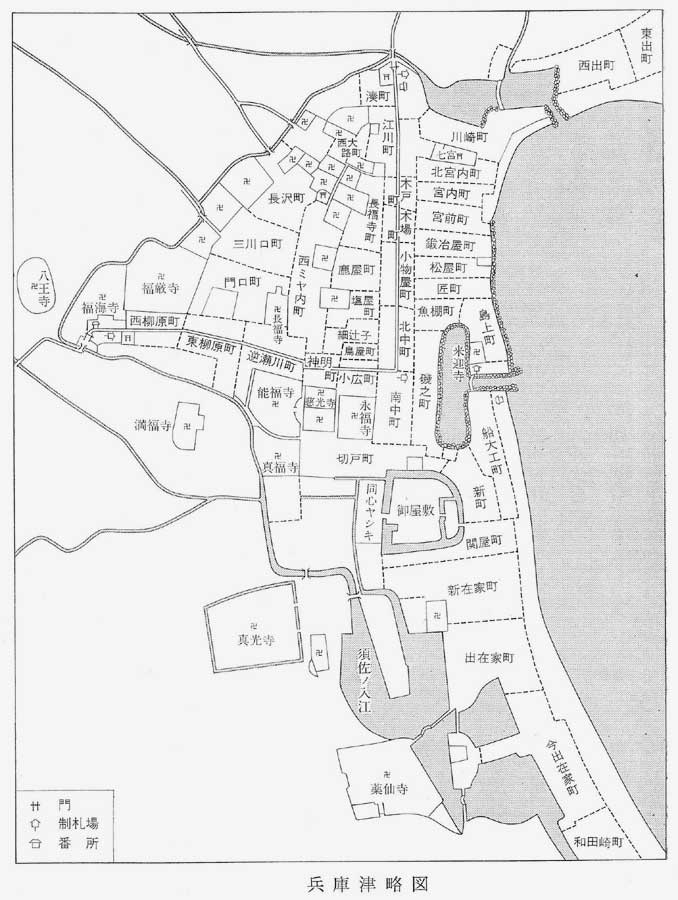
兵庫津における町名

兵庫地区
- 中道通
- 西橘通
- 中之島
- 出在家町
- 永沢町
- 佐比江町
- 門口町
- 小河通
- 兵庫町
- 西出町
- 水木通
- 島上町
- 西多聞通
- 築地町
- 船大工町
- 南仲町
- 下沢通
- 湊町
- 西仲町
- 天王町
- 上沢通
- 芦原通
- 大井通
- 北逆瀬川町
- 神明町
- 西宮内町
- 会下山町
- 南逆瀬川町
- 切戸町
- 三川口町
- 西柳原町
- 福原町
- 東柳原町
- 東出町
- 本町
- 松本通
- 羽坂通
- 七宮町
- 駅前通
- 駅南通
- 新開地
- 西上橘通
- 入江通
- 松原通
- 須佐野通
- 大開通
- 今出在家町
- 浜崎通
- 塚本通
- 磯之町
- 鍛冶屋町

荒田地区
- 荒田町

湊地区
- 平野町
- 梅元町
- 湊山町
- 雪御所町
- 上三条町
- 下三条町
- 上祇園町
- 祇園町
- 楠谷町
- 馬場町
- 烏原町
- 湊川町
- 熊野町
- 五宮町
- 菊水町
- 石井町
- 東山町
- 鵯越筋
- 鵯越町
- 氷室町
- 清水町
- 北山町
- 里山町
- 滝山町
- 小山町
- 夢野町
- 山王町
- 都由乃町
- 千鳥町
- 大同町
- 矢部町
- 神田町

林田地区
- 遠矢浜町
- 吉田町
- 浜山通
- 笠松通
- 和田宮通
- 和田崎町
- 御崎本町
- 小松通
- 上庄通
- 三石通
- 和田山通
- 明和通
- 御所通
- 御崎町
- 浜中町
- 材木町
- 金平町
- 高松町

その他
- 兵庫運河[注釈 1]
- 川崎町[注釈 2]

### 消滅した大字・町丁
| 消滅前の大字・町丁 | 誕生年月日 | 消滅年月日 | 現在の大字・町丁      | 出典          |
| ------------------ | ---------- | ---------- | --------------------- | ------------- |
| 魚棚町             | 1602年以前 | 1977年     | 島上町、本町          | [ 77 ] [ 78 ] |
| 江川町             | 1602年以前 | 1977年     | 兵庫町、本町、 七宮町 | [ 78 ] [ 79 ] |
| 川中町             | 1930年     | 1972年     | 和田宮通、上庄通      | [ 80 ]        |
| 北仲町             | 1602年以前 | 1977年     | 本町                  | [ 78 ] [ 81 ] |
| 北宮内町           | 江戸時代   | 1977年     | 七宮町、本町          | [ 82 ] [ 83 ] |
| 小物屋町           | 1602年以前 | 1977年     | 本町                  | [ 78 ] [ 81 ] |
| 算所町             | 江戸時代   | 1975年     | 兵庫町                | [ 83 ] [ 84 ] |
| 鹿屋町             | 江戸時代   | 1977年     | 本町                  | [ 81 ] [ 83 ] |
| 正慶町             | 1900年     | 1978年     | 駅南通                | [ 85 ] [ 86 ] |
| 新在家町           | 1602年以前 | 1975年     | 中之島                | [ 78 ] [ 87 ] |
| 新町               | 1602年以前 | 1975年     | 中之島                | [ 87 ] [ 88 ] |
| 住吉通1-4丁目      | 1894年     | 1975年     | 明和通、御崎本町      | [ 89 ]        |
| 関屋町             | 室町時代   | 1975年     | 中之島                | [ 87 ] [ 88 ] |
| 匠町               | 1602年以前 | 1977年     | 鍛冶屋町              | [ 78 ] [ 90 ] |
| 戸場町             | 1873年     | 1977年     | 本町                  | [ 81 ]        |
| 富屋町             | 江戸時代   | 1977年     | 兵庫町、本町          | [ 91 ] [ 92 ] |
| 中庄通1-3丁目      | 1905年     | 1972年     | 上庄通                | [ 80 ]        |
| 中町西通1-2丁目    | 1945年     | 1974年     | 新開地                | [ 50 ] [ 93 ] |
| 西小湊通1-2丁目    | 1945年     | 1974年     | 新開地                | [ 50 ] [ 93 ] |
| 浜新町             | 江戸時代   | 1975年     | 中之島                | [ 87 ] [ 94 ] |
| 松屋町             | 1602年以前 | 1977年     | 本町、鍛冶屋町        | [ 78 ] [ 81 ] |
| 宮内町             | 江戸時代   | 1977年     | 七宮町、本町          | [ 82 ] [ 83 ] |
| 宮前町             | 1602年以前 | 1977年     | 七宮町、本町          | [ 78 ] [ 82 ] |
| 明治通1-3丁目      | 1900年     | 1978年     | 芦原通、駅南通        | [ 85 ] [ 95 ] |

#### 大字・町丁の変遷
- 1873年 - 木戸町、木場町から戸場町が誕生する[81]。
- 1960年 - 兵庫運河（町名）が誕生する[74]。
- 1972年 - 中庄通、川中町が上庄通に吸収される[96]。
- 1974年6月 - 中町西通、西小湊通、福原町、下沢通、中道通、水木通から新開地が誕生する[93]。
- 1975年8月 - 浜崎通、入江通、小河通、須佐野通から駅前通が誕生する[97]。
- 1975年8月 - 浜新町、関屋町、新町、新在家町、船大工町、築地町、出在家町から中之島が誕生する[98]。
- 1975年8月 - 算所町、湊町、江川町、川崎町、西宮内町、永沢町、富屋町から兵庫町が誕生する[84]。
- 1975年8月 - 江川町、北宮内町、宮内町、宮前町、川崎町、鍛冶屋町から七宮町が誕生する[99]。
- 1977年8月 - 戸場町、小物屋町、北仲町、北宮内町、鍛冶屋町、松屋町、磯之町、宮内町、江川町、富屋町、鹿屋町、西仲町、神明町、西宮内町、宮前町から本町が誕生する[81]。
- 1978年8月 - 正慶町、明治通、浜崎通、入江通、小河通、須佐野通、松原通から駅南通が誕生する[85]。

### 健康
- 医療法人仁風会 小原病院[100]
- 井上病院
- 医療法人社団元気会 由井病院
- 医療法人一輝会 荻原みさき病院
- 医療法人榮昌会 吉田病院
- 彦坂病院
- 川崎病院
- 神戸百年記念病院
- 神戸大山病院（旧佑康病院）
- 湊川病院
- 三菱神戸病院（開設者：三菱重工業）

### 生活

#### 上水道
- 奥平野浄水場[101]

### 教育

#### 小学校
- 神戸市立会下山小学校[102]
- 神戸市立神戸祇園小学校[103]
- 神戸市立浜山小学校[104]
- 神戸市立兵庫大開小学校[105]
- 神戸市立水木小学校[106]
- 神戸市立明親小学校[107]
- 神戸市立和田岬小学校[108]
- 神戸市立夢野の丘小学校[109]

#### 中学校
- 神戸市立須佐野中学校[110]
- 神戸市立兵庫中学校[111]
  - 神戸市立兵庫中学校北分校[112]
- 神戸市立湊川中学校[113]
- 神戸市立夢野中学校[114]
- 神戸市立吉田中学校[115]
- 夙川中学校[116]

#### 特別支援学校
- 神戸市立友生支援学校[117]

#### 高等学校
- 兵庫県立兵庫工業高等学校[118]
- 兵庫県立神戸工業高等学校[119]
- 神戸市立神港橘高等学校[120]
- 神戸市立楠高等学校[121]
- 夙川高等学校[122]

#### かつて存在した学校
- 神戸市立入江小学校[123]
- 神戸市立中道小学校
- 神戸市立川池小学校
- 神戸市立大開小学校
- 神戸市立兵庫小学校
- 神戸市立荒田小学校
- 神戸市立菊水小学校
- 神戸市立湊山小学校
- 神戸市立夢野小学校
- 神戸市立東山小学校
- 神戸市立鵯越小学校
- 神戸市立平野小学校
- 神戸市立御崎中学校[124]
- 神戸市立松原中学校[124]
- 神戸市立湊中学校[125]
- 神戸市立神港高等学校[126]

### 図書館
- 神戸市立兵庫図書館[127]

### 郵便局

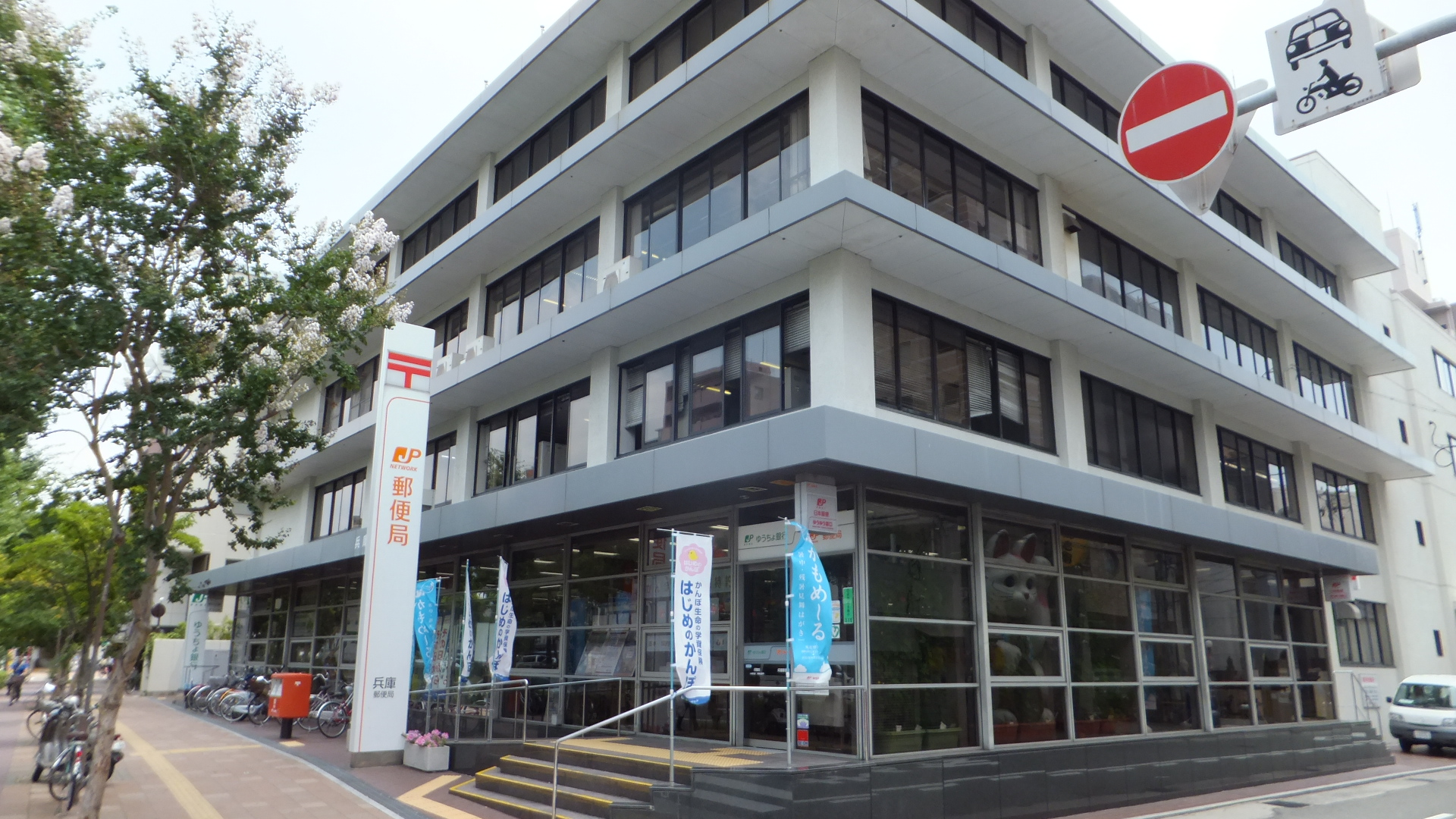
兵庫郵便局

- 神戸キャナルタウン郵便局[129]
- 神戸東出郵便局
- 神戸本町郵便局
- 神戸和田崎郵便局
- 神戸五宮郵便局
- 神戸御崎郵便局
- 神戸石井郵便局
- 神戸湊川郵便局
- 長田郵便局中央市場内分室
- 神戸東山郵便局
- 神戸荒田郵便局
- 神戸塚本郵便局
- 神戸多聞郵便局
- 神戸小松郵便局
- 神戸上沢郵便局
- 神戸中道郵便局
- 神戸松原郵便局
- 神戸大開通郵便局
- 神戸鵯越郵便局
- 兵庫郵便局 ゆうちょ銀行 兵庫店

- 兵庫郵便局

### 住宅団地
- 都市再生機構切戸町市街地住宅
- 都市再生機構兵庫駅前市街地住宅
- 都市再生機構キャナルタウンウエスト
- 都市再生機構フレール兵庫浜崎通
- 都市再生機構フレール新開地3丁目
- 都市再生機構フレール新開地6丁目
- 都市再生機構フレール浜山
- 都市再生機構ハートフル湊川
- 神戸住環境整備公社入江住宅
- 神戸住環境整備公社兵庫駅北シティコート
- 県営大倉山住宅
- 県営大開住宅
- 県営明和住宅
- 市営駅前住宅
- 市営小河住宅
- 市営菊水住宅
- 市営切戸住宅
- 市営兵庫駅西住宅

## 交通

### 鉄道路線
西日本旅客鉄道
- 山陽本線（JR神戸線）：兵庫駅[130]
- 山陽本線（和田岬線、全線区内）：兵庫駅 - 和田岬駅[131]

この他、山陽新幹線が区内を通るが駅はない。
阪神電気鉄道（阪神）
- 神戸高速線：新開地駅 - 大開駅[132]

阪急電鉄（阪急）
- 神戸高速線：新開地駅[133]

神戸電鉄
- 有馬線：湊川駅 - （長田区） - 鵯越駅[134]
- 神戸高速線（全線区内）：新開地駅 - 湊川駅[135]

神戸市営地下鉄
- 西神・山手線：湊川公園駅 - 上沢駅[136]
- 海岸線：中央市場前駅 - 和田岬駅 - 御崎公園駅[137]

#### 廃止路線
山陽電気鉄道
- 本線：電鉄兵庫駅[138]

路面電車
神戸市電
- 栄町本線：有馬道 - 福原口 - 新開地 - 永沢町 - 柳原 - 兵庫駅
- 兵庫線：湊町1丁目 - 西出町 - 鍛冶屋町 - 島上町 - 築島 - 切戸町 - 大仏前 - 兵庫駅南口 - 柳原
- 山手・上沢線：湊川公園東口 - 湊川公園西口 - 上沢2丁目 - 上沢4丁目 - 上沢7丁目
- 平野線：荒田町3丁目 - 家庭裁判所前 - 平野
- 湊川線：湊川公園西口 - 湊川公園 - 新開地
- 尻池線：松原5丁目 - 松原3丁目 - 松原1丁目 - 中之島 - 築島
- 和田線：中之島 - 今出在家 - 和田岬 - 笠松7丁目 - 吉田町1丁目 - 吉田町2丁目 - 金平町 - 高松
- 高松線：高松

国鉄線
- 和田岬線：鐘紡前駅[140] - 戦前に鐘紡兵庫工場が存在していたため、鐘紡前駅が設置されていた。

貨物線
日本国有鉄道（国鉄）
- 神戸臨港線：湊川駅[141][142]
- 兵庫臨港線：（兵庫駅） - 新川駅 - 神戸市場駅・兵庫港駅[143]

### バス路線
- 神戸市営バス - 中央区の神戸駅や兵庫駅を基点に、区内のほぼ全域で運行。担当営業所は主に松原営業所だが、中央営業所（中央区）や落合営業所（須磨区）も乗り入れる。
- 神姫バス - 三田営業所（三田市）が神戸駅南口から北区の谷上駅を経由して三田市の三田駅まで向かう路線や、西神営業所（西区）が神戸駅南口から須磨区の白川台を経由して西区の押部谷(栄)まで向かう路線をそれぞれ持つ。
- 阪急バス - 唐櫃営業所が神戸駅から北区の鈴蘭台やしあわせの村経由で西鈴蘭台駅や谷上駅に向かう路線を持つ。

- みなと観光バス - 兵庫区の南北を元気に走るコミュニティバス「みんなのバス」を運行。

### 道路
阪神高速道路
- 3号神戸線：柳原出入口

一般国道
- 国道2号
- 国道28号
- 国道428号

主要地方道
- 兵庫県道21号神戸明石線

その他の県道
- 兵庫県道489号兵庫埠頭線

その他広域幹線道路
- 山手幹線
- 市道夢野白川線（旧西神戸有料道路）

## 経済

### 事業所
2016年（平成28年）経済センサスによれば、兵庫区内の事業所数・従業者数は次のとおりである。
| 産業大分類                         | 事業所数 | 従業者数 |
| ---------------------------------- | -------- | -------- |
| 農業、林業                         | 3        | 13       |
| 漁業                               | -        | -        |
| 鉱業、採石業、砂利採取業           | -        | -        |
| 建設業                             | 473      | 3,937    |
| 製造業                             | 582      | 16,530   |
| 電気・ガス・熱供給・水道業         | 2        | 113      |
| 情報通信業                         | 49       | 1,565    |
| 運輸業、郵便業                     | 140      | 3,659    |
| 卸売業、小売業                     | 1,958    | 17,209   |
| 金融業、保険業                     | 73       | 723      |
| 不動産業、物品賃貸業               | 531      | 2,042    |
| 学術研究、専門・技術サービス業     | 232      | 4,236    |
| 宿泊業、飲食サービス業             | 1,149    | 5,262    |
| 生活関連サービス業、娯楽業         | 519      | 2,418    |
| 教育、学習支援業                   | 111      | 733      |
| 医療、福祉                         | 498      | 8,034    |
| 複合サービス事業                   | 23       | 103      |
| サービス業（他に分類されないもの） | 490      | 5,734    |
| 合計                               | 6,833    | 72,311   |

区内に本社を置く主な企業
- 神戸電鉄
- 石原ケミカル[145]
- 寄神建設
- デンソーテン[146]
- 神戸メディケア
- ブックローン
- 川西倉庫
- キクヤ図書販売
- 神陵文庫
- 合食
- 阪神酒販
- 黒田食品
- 三菱重工機械システム
- OKAMURA
- 神戸ウイングスタジアム
- 神戸トヨペット
- 大豆油糧
- 日本ジャバラ工業
- 金川造船

区内に事業所を置く主な企業
- 川崎重工業兵庫工場
- 三菱重工業神戸造船所
- 三菱電機神戸製作所
- 資生堂ジャパン近畿支社神戸支店[148]

### 商業
平成28年経済センサス調査によれば、兵庫区の卸売業の従業者は5458人、年間商品販売額は4726億円（市全体では3兆7796億円）。小売業の従業者は5166人、年間商品販売額は1030億円（市全体では1兆8686億円）である。

## 政治・行政・司法

### 行政機関・裁判管轄
兵庫警察署
兵庫県警察に属する。
兵庫消防署
神戸市消防局に属する。本署は兵庫区役所の北側に位置し、分署として運南出張所が設けられている。
裁判所
兵庫区は神戸地方裁判所、神戸家庭裁判所、神戸簡易裁判所の管轄区域内である。
検察庁
兵庫区は神戸地方検察庁本庁、神戸区検察庁の管轄区域内である。

### 選挙区
市議会議員選挙
現在、神戸市会の定数69人のうち兵庫区に5人が割り当てられている。2022年（令和4年）10月現在の会派別議員数は、自由民主党2人、公明党1人、日本共産党1人、無所属1人。
兵庫県議会議員選挙
兵庫区は1選挙区を構成し、定数86人のうち2人が割り当てられている。
衆議院議員総選挙
小選挙区では、兵庫区は長田区、北区とともに兵庫県第2区を構成し、比例代表では近畿ブロックに属する。
参議院議員通常選挙
選挙区は兵庫県選挙区に属する。

## 名所・旧跡・観光スポット・祭事・催事
- 雪御所公園
- 雪見御所旧跡
- 旧湊川址碑
- 兵庫運河 - 日本初のレガッタの短水路公認コース
- 兵庫県立兵庫津ミュージアム
- 新開地アートひろば（旧神戸アートビレッジセンター）[160]
- メトロこうべ（新開地タウン）※神戸タウンは中央区になる。
- 新開地[161]
- 兵庫城
- 和田岬砲台[162]
- 和田岬
- 能福寺（兵庫大仏） - 新西国三十三箇所観音霊場第23番
- 柳原蛭子神社
- 大黒天福海寺 -（摂津国 諸山）
- 神戸市水の科学博物館
- 御崎公園球技場
- 松尾稲荷神社
- 湊山温泉
- みなとやま水族館、NATURE STUDIO

### 兵庫七福神めぐり
七福神めぐりは江戸時代に7つの災いから逃れ、7つの福徳が授かれるとして庶民の間で大流行した風習である。
- 弁財天 - 和田神社（兵庫南濱総氏神）
- 寿老人 - 薬仙寺（時宗、後白河法皇萱御所跡）
- 福禄寿 - 真光寺（時宗、一遍墓所）
- 毘沙門天 - 能福寺（天台宗、平清盛廟「平相国廟」）
- 布袋和尚 - 柳原天神社
- 蛭子 - 柳原蛭子神社
- 大黒天 - 福海寺（臨済宗、柳原大黒天、開基足利尊氏）

## 出身有名人
50音順。
- 淺川誠二（元ボクサー）
- 東猛夫（俳優）
- 阿部詩（柔道家）
- 阿部一二三（柔道家）
- 上原みなみ（政治家・気象予報士・タレント）
- 内海美幸（歌手）
- 宇野誠一郎（作曲家）
- 置塩信雄（経済学者、神戸大学名誉教授）
- 桂あやめ (3代目)（落語家）
- 苅藻川真治郎（元力士）
- 川西英（版画家・画家）
- 栗山和樹（作曲家）
- 西條遊児（漫才師）
- 斎藤柴香（俳優）
- 地道行雄（ヤクザ、山口組元若頭）
- 笑福亭松之助（落語家・俳優）
- 新原秀人（政治家）
- ターザン山下（ラジオDJ）
- 貴闘力忠茂（元力士）
- 谷口雅春（宗教家）
- 脇浜紀子（教授）
- 林家和女（落語囃子方）
- 久元喜造（政治家・現神戸市長）
- 飛翔富士廣樹（元力士）
- 光原逸裕（元プロ野球選手）
- 横山ノック（元政治家・タレント、第48代大阪府知事）
- 吉永陽一（音楽教育者、教員）